# 陈庄镇 (桓台县)
陈庄镇是中国山东省淄博市桓台县下辖的一个镇。

## 行政区划
陈庄镇下辖陈一村、陈二村、陈三村、段家村、罗家村、西史村、东杨村、黄郭村、小王村、顺河村、姚郭村、宗崔村、南郭村、东潘村、西潘村、滕寨村、前薛村、中薛村、后薛村、辛桥村、木佛村、郝寨村、南薛村、马辛村、宰相村。